# بطولة أمريكا الجنوبية لكرة القدم للسيدات 2010
بطولة أمريكا الجنوبية لكرة القدم للسيدات 2010 هي البطولة السادسة لكأس كوبا أمريكا فمنينا لمنتخبات السيدات في أمريكا الجنوبية. وستقام البطولة في الإكوادور في الفرتة من 28 أكتوبر إلى 11 نوفمبر. المسبقة ستكون بمثابة تصفيات لكأس العالم لكرة القدم للسيدات 2011 التي سوف تعقد في ألمانيا.
أفضل أربعة فرق في البطولة يتأهلون مباشرتا إلى بطولة كأس العالم لكرة القدم للسيدات 2011.

## الملاعب
سبعة ملاعب في سبعة مدن سوف تستخدم للعب مباريات البطولة.
| مدينة     | الملعب                        | الالتساع |
| --------- | ----------------------------- | -------- |
| أمباتو    | ملعب بيلافيستا                | 19,337   |
| آزوغويز   | ملعب خورجي أندراد كانتوس      | 8,500    |
| كوينسا    | ملعب فأليخاندرو سيرانو أغيلار | 20,730   |
| لاتاسونغا | ملعب لا كوخا                  | 15,220   |
| لوخا      | ملعب فيديراتيفو دي لوخا       | 14,934   |
| كيتو      | ملعب أتاهالبا الأولمبي        | 40,948   |
| ريوبامبا  | الملعب الأولمبي               | 18,936   |

## دور المجموعات

### المجموعة أ
| فريق      | لعب | ف | ت | خ | له | عليه | +/- | نقاط |
| --------- | --- | - | - | - | -- | ---- | --- | ---- |
| تشيلي     | 4   | 3 | 0 | 1 | 9  | 4    | 5+  | 9    |
| الأرجنتين | 4   | 3 | 0 | 1 | 7  | 2    | 5+  | 9    |
| الإكوادور | 4   | 3 | 0 | 1 | 8  | 6    | 2+  | 9    |
| بوليفيا   | 4   | 1 | 0 | 3 | 5  | 11   | 6−  | 3    |
| بيرو      | 4   | 0 | 0 | 4 | 3  | 9    | 6−  | 0    |

- تأهلت الأرجنتين وتشيلي للأنضمام إلى فرق المجموعة النهائية.

### المجموعة ب
| فريق       | لعب | ف | ت | خ | له | عليه | +/- | نقاط |
| ---------- | --- | - | - | - | -- | ---- | --- | ---- |
| البرازيل   | 4   | 4 | 0 | 0 | 13 | 1    | 12+ | 12   |
| كولومبيا   | 4   | 3 | 0 | 1 | 17 | 2    | 15+ | 9    |
| باراغواي   | 4   | 2 | 0 | 2 | 8  | 6    | 2+  | 6    |
| فنزويلا    | 4   | 1 | 0 | 3 | 5  | 15   | 10− | 3    |
| الأوروغواي | 4   | 0 | 0 | 4 | 2  | 21   | 19− | 0    |

- تأهلت البرازيل وكولومبيا للأنضمام إلى فرق المجموعة النهائية.

## الجولة الثانية
| فريق      | لعب | ف | ت | خ | له | عليه | +/- | نقاط |
| --------- | --- | - | - | - | -- | ---- | --- | ---- |
| البرازيل  | 3   | 3 | 0 | 0 | 12 | 1    | 11+ | 9    |
| كولومبيا  | 3   | 1 | 1 | 1 | 2  | 6    | 4−  | 4    |
| تشيلي     | 3   | 0 | 2 | 1 | 2  | 4    | 2−  | 2    |
| الأرجنتين | 3   | 0 | 1 | 2 | 0  | 5    | 5−  | 1    |

| تشيلي             | 1 – 1 | كولومبيا           |
| ----------------- | ----- | ------------------ |
| يوريلي رينسون 29' | تقرير | فرانشيسكا لارا 61' |

| البرازيل | 0 – 4 | الأرجنتين                                                 |
| -------- | ----- | --------------------------------------------------------- |
|          | تقرير | غرازيليه 25' · دوس سانتوس 37' · مارتا 63' · كريستيانه 77' |

| تشيلي | 0 – 0 | الأرجنتين |
| ----- | ----- | --------- |
|       | تقرير |           |

| البرازيل | 0 – 5 | كولومبيا                                                  |
| -------- | ----- | --------------------------------------------------------- |
|          | تقرير | إريكا 23' · غرازيليه 48' · مارتا 69'، 87' · كريستيانه 82' |

| كولومبيا | 0 – 1 | الأرجنتين             |
| -------- | ----- | --------------------- |
|          | تقرير | غيسيليه بيتانكورت 51' |

| تشيلي                                               | 3 – 1 | البرازيل          |
| --------------------------------------------------- | ----- | ----------------- |
| دانييلي سانتوس دي باولا باتيستا 2' · مارتا 36'، 83' | تقرير | جانيت سيلغادو 45' |

## الجوائز
| بطل سود أمريكانو فيمينينو 2010 |
| ------------------------------ |
| · البرازيل · للمرة الخامسة     |

## النتائج المؤهلة
بعد أن تلعب مباريات المجموعة كلها يحدد فريقين سيتأهلون إلى كاس العالم لكرة القدم للسيدات 2011 ومسابقة الألعاب الأولمبية الصيفية 2012.
إلى بطولة كأس العالم لكرة القدم للسيدات 2011:
- البرازيل
- كولومبيا

إلى مسابقة أولمبياد 2012:
- البرازيل
- كولومبيا